# سلطان خليل بن حسن قوصون
أبو الفتح سلطان خليل بك بن حسن قوصون بك (بالفارسية:  سلطان خلیل بن اوزون حسن ) وهو أحد سلاطين الآق قويونلو.
هو ابن حسن قوصون من زوجته سلجوق شاه أوغلو، تولى السبطة سنة 1478 بعد وفاة أبيه وحاول السير على نهج والده من حيث السياسة المركزية، لكن الوزراء الذين لم يعجبهم سياسة المركزية، اشتكوا من ذلك. لهذا السبب، ثارت الثورات، فأطاح به أخوه يعقوب بك الذي دعم الثورات. فقتل في معركة خوي (Q55703781).

## الحياة
هو ابن عزون حسن وسلجوق شاه خاتون.  تم تعيينه والياً على المقاطعة الفارسية خلال سنوات حكمه.  تولى السلطة عندما توفي والده أوزون حسن في 6 يناير 1478. وفي سنواته الأولى، دخل في صراع مع إخوته وعمه على العرش.  ألقى القبض على أخيه الأصغر غير الشقيق مقصود بك (ابن ديسبينا خاتون) وأعدمه.  تم نفي إخوته الصغار الآخرين يعقوب بك ويوسف بك.  وفي نفس العام انتصر على عمه مراد بك بياندور ووصل إلى أوج قوته.  بأمر من السلطان يعقوب، تم إعدام ح.14 ريبيول (15 يونيو 1478) يوم الاثنين.  أخذ السلطان العثماني محمد الثاني أخوه غير الشقيق أوغورلو محمد وتزوج ابنته جوهرهان خاتون.  تولى ابنهما أحمد بيك العرش أخيرًا لكنه توفي في المعركة بعد فترة وجيزة.